# Walter Martinez
Pour les articles homonymes, voir Martínez.
Walter Julián Martínez Ramos, plus couramment appelé Walter Martínez, est un footballeur international hondurien né le 28 mars 1982 à Tegucigalpa (Honduras) et mort le 11 août 2019 à New York,. Il évolue au poste d'attaquant.

## Buts internationaux
| #  | Date             | Lieu                                           | Adversaire | But   | Résultat | Compétition                       |
| -- | ---------------- | ---------------------------------------------- | ---------- | ----- | -------- | --------------------------------- |
| 1  | 6 septembre 2006 | Estadio Tiburcio Carias Andino, Tegucigalpa    | Salvador   | 1 – 0 | 2 – 0    | Match amical                      |
| 2  | 10 octobre 2006  | Estadio Nilmo Edwards, La Ceiba                | Guatemala  | 2 – 0 | 2 – 1    | Match amical                      |
| 3  | 14 octobre 2007  | Estadio Tiburcio Carias Andino, Tegucigalpa    | Panama     | 1 – 0 | 1 – 0    | Match amical                      |
| 4  | 17 novembre 2007 | Sun Life Stadium, Miami                        | Guatemala  | 1 – 0 | 1 – 0    | Match amical                      |
| 5  | 7 juin 2008      | Estadio Nilmo Edwards, La Ceiba                | Haïti      | 1 – 0 | 3 – 1    | Match amical                      |
| 6  | 11 octobre 2008  | Estadio Olimpico Metropolitano, San Pedro Sula | Canada     | 1 – 0 | 3 – 1    | Qualification Coupe du monde 2010 |
| 7  | 22 janvier 2009  | Estadio Tiburcio Carias Andino, Tegucigalpa    | Belize     | 2 – 0 | 2 – 1    | Coupe UNCAF des nations 2009      |
| 8  | 24 janvier 2009  | Estadio Tiburcio Carias Andino, Tegucigalpa    | Nicaragua  | 4 – 1 | 4 – 1    | Coupe UNCAF des nations 2009      |
| 9  | 11 juillet 2009  | Gillette Stadium, Foxborough                   | Grenade    | 1 – 0 | 4 – 0    | Gold Cup 2009                     |
| 10 | 18 juillet 2009  | Lincoln Financial Field, Philadelphie          | Canada     | 1 – 0 | 1 – 0    | Gold Cup 2009                     |